# Streepbekkathaai
De streepbekkathaai (Schroederichthys bivius) is een vissensoort uit de familie van de Atelomycteridae. De wetenschappelijke naam van de soort is voor het eerst geldig gepubliceerd in 1838 door Müller & Henle.